# ピリ・パラオネ
ピリ・パラオネ(Piri Paraone、1996年8月2日 - ）は、ジャパンラグビートップリーグNTTコミュニケーションズシャイニングアークスに所属するラグビー選手。

## プロフィール
- ニュージーランド出身。
- ポジションはスタンドオフ(SO)、フルバック(FB)。
- 身長 173cm、体重 88kg

## 略歴
ウェリントンライオンズを経て、2020年、NTTコミュニケーションズシャイニングアークスに加入。